# Dolnogóra
Dolnogóra – wzniesienie o wysokości 174,4 m n.p.m. na Pojezierzu Kaszubskim, położone w woj. pomorskim, w powiecie lęborskim, na obszarze gminy Cewice.
Nazwę Dolnogóra wprowadzono urzędowo w 1949 roku, zastępując poprzednią niemiecką nazwę Dollen Berg. Według polskiej przedwojennej mapy taktycznej wysokość wzniesienia wynosi 175,2 m n.p.m. zaś według danych zawartych na "Geoportalu" 174,4 m n.p.m.
Na wschód od wzniesienia w odległości ok. 0,5 km znajduje się centrum wsi Cewice.